# 風 (可苦可樂單曲)
《風》，是日本樂團可苦可樂的第4張單曲。2002年2月14日發行。

## 簡介
前作《YOU/miss you》約3個月之後發行。出道後第4張單曲。
流行歌手品冠曾將《風》一曲翻唱為《最想念的季節》。
於第57回NHK紅白歌合戰演唱。

## 收錄曲目
全作詞、作曲：小淵健太郎；全編曲：笹路正徳
1. 風
富士電視台《ウチくる!?》的主題曲
2. 我再次墜入愛河 （そしてまた恋をする）
3. 風（Instrumental）
4. 我再次墜入愛河（Instrumental）

## 外部連結
- 風 （页面存档备份，存于）